# Sylvirana hekouensis
Espèce
Synonymes
- Hylarana hekouensis Fei, Ye, Jiang & Xie, 2008

Sylvirana hekouensis est une espèce d'amphibiens de la famille des Ranidae.

## Répartition
Cette espèce est endémique de la province du Yunnan en Chine. Elle se rencontre dans le xian de Hekou dans la préfecture de Honghe à environ 170 m d'altitude. 
Sa présence est incertaine au Viêt Nam.

## Étymologie
Son nom d'espèce, composé de hekou et du suffixe latin -ensis, « qui vit dans, qui habite », lui a été donné en référence au lieu de sa découverte, le xian de Hekou.

## Publication originale
- Fei, Ye, Jiang & Xie, 2008 : Two new species of the Ranidae from China, with phylogenetic relationships of Hylarana (Sylvirana) nigrovittata group (Amphibia, Anura). Acta Zootaxonomica Sinica, Beijing, vol. 33, no 1, p. 199-206.